# Peperomia debilipes
Peperomia debilipes är en pepparväxtart som beskrevs av William Trelease. Peperomia debilipes ingår i släktet peperomior, och familjen pepparväxter. Utöver nominatformen finns också underarten P. d. dimorpha.